# Trasimenischer See
Der Trasimenische See (lat. lacus Trasumen(n)us, ital. Lago Trasimeno, deutsch auch Trasimener See) ist mit 128 km² und einem Umfang von 54 Kilometern der größte See der Apenninhalbinsel und der viertgrößte Italiens. Er liegt in der Region Umbrien westlich von Perugia 259 Meter über dem Meeresspiegel, ist umgeben von bis zu 600 Meter hohen Bergen und bis zu 7 Meter tief. Es leben 18 Fischarten im See. In den Dörfern am Ost- und Südufer ist der Fischfang noch immer eine wichtige Erwerbsquelle.
Geschichtliche Bedeutung erlangte der See durch die Schlacht am Trasimenischen See am 24. Juni 217 v. Chr.: Hannibal schlug hier bei Sanguineto im Zweiten Punischen Krieg die gegnerische römische Armee unter Gaius Flaminius vernichtend.

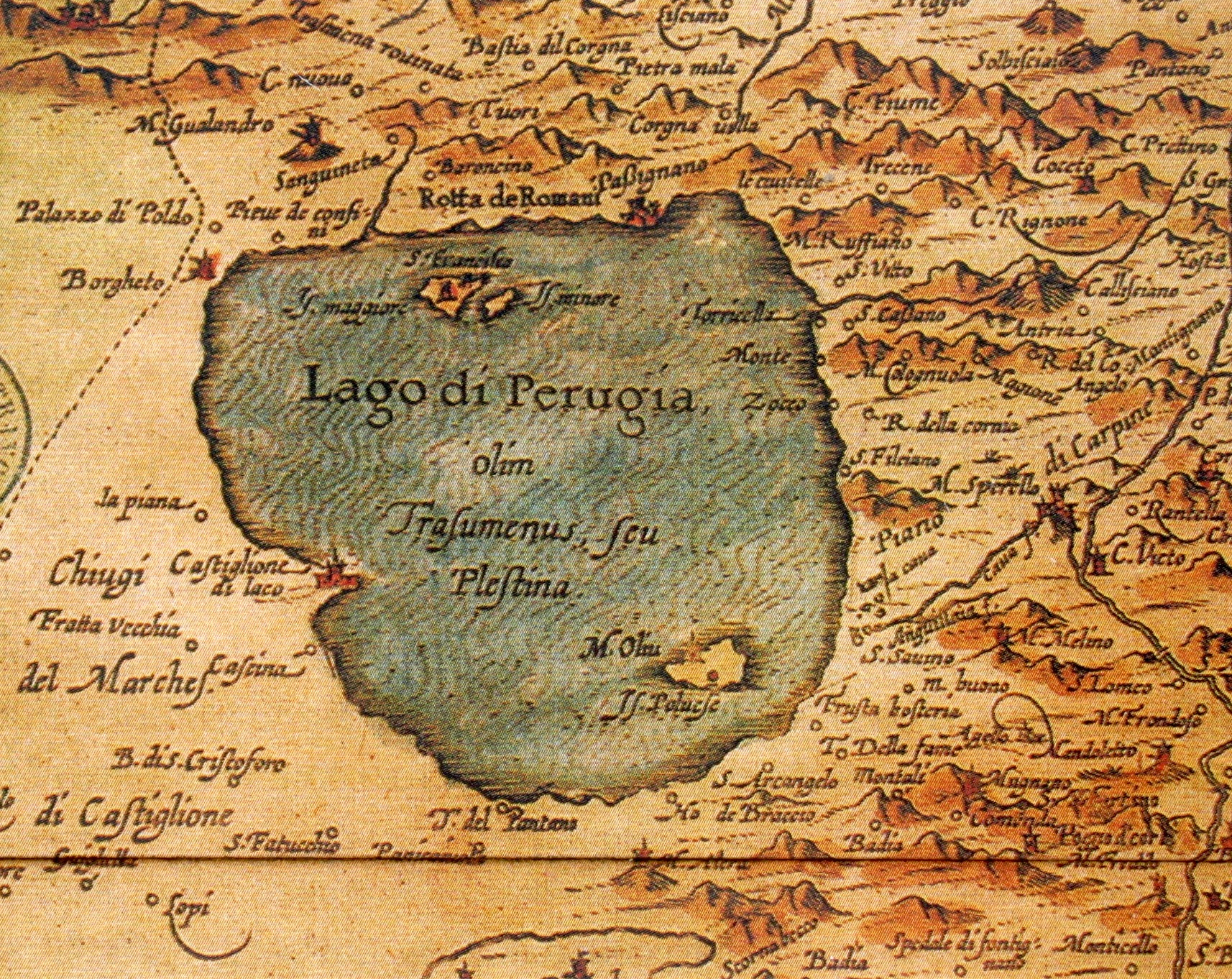
Der Lago Trasimeno auf einem Plan von um 1600

Der See wird nur von kleinen Wasserläufen, die im Sommer häufig austrocknen, gespeist und hat keinen natürlichen Abfluss. Die verhältnismäßig dünn besiedelte Uferregion hat zum Teil verschilfte Uferlandschaften. In der Geschichte gab es mehrere Versuche, den stark schwankenden Wasserstand zu regulieren. Schon in der Antike bauten die Römer bei San Savino einen unterirdischen Abflusskanal, die cava, den 1421 Braccio Fortebracci, später auch die Päpste erneuern ließen, der jedoch im Laufe der Jahre versandete. Immer wieder wurde diskutiert, den See trockenzulegen, um die Malaria zu bekämpfen und neues Ackerland zu gewinnen. Erst der im Jahr 1898 angelegte Abflusskanal zur Caina (und dadurch zum Tiber) schützt den See vor Überschwemmungen. Der geringe Wasserstand in Verbindung mit Überdüngung führt vor allem im Sommer zu starkem Algenwuchs.
Der Trasimenische See ist ein beliebtes Erholungsgebiet Umbriens. Um den See gibt es zahlreiche Badeanstalten, Campingplätze, Ferienwohnungen, Freizeit- und Sporteinrichtungen aller Art.
Die Isola Maggiore wird von Tuoro, Passignano sowie Castiglione del Lago mit regelmäßig verkehrenden Schiffen erreicht. Die unbewohnte Isola Minore darf nicht betreten werden. Die Isola Polvese ist mit dem Schiff von San Feliciano aus erreichbar. Sie ist zu weiten Teilen ein Naturschutzgebiet.
Oberhalb des Dorfes Sant’Arcangelo steht die ehemalige Benediktinerabtei Badia di Sant’Arcangelo. Sie wurde um das Jahr 1000 als Teil eines Verteidigungswalls am Ostufer des Sees erbaut.